# Reservatório de Caniapiscau
O Reservatório de Caniapiscau (em francês: Réservoir de Caniapiscau) é um reservatório no alto rio Caniapiscau, na região administrativa de Côte-Nord, na província canadense de Quebec. É a maior massa de água do Quebec e o segundo maior reservatório do Canadá.